# Uromyces rudbeckiae
Uromyces rudbeckiae ist eine Ständerpilzart aus der Ordnung der Rostpilze (Pucciniales). Der Pilz ist ein Endoparasit des Schlitzblättrigen Sonnenhuts (Rudbeckia laciniata) sowie von diversen Goldruten (Solidago sp.). Symptome des Befalls durch die Art sind Rostflecken und Pusteln auf den Blattoberflächen der Wirtspflanzen. Sie ist in Ostasien und Nordamerika verbreitet.

## Merkmale

### Makroskopische Merkmale
Uromyces rudbeckiae ist mit bloßem Auge nur anhand der auf der Oberfläche des Wirtes hervortretenden Sporenlager zu erkennen. Sie wachsen in Nestern, die als gelbliche bis braune Flecken und Pusteln auf den Blattoberflächen erscheinen.

### Mikroskopische Merkmale
Das Myzel von Uromyces rudbeckiae wächst wie bei allen Uromyces-Arten interzellulär und bildet Saugfäden, die in das Speichergewebe des Wirtes wachsen. Die Spermogonien und Aecien der Art sind unbekannt. Gleiches gilt für ihre Uredien, möglicherweise werden sie nicht ausgebildet. Die meist unterseitig auf den Oberflächen der Wirtsblätter wachsenden Telien der Art sind zimtbraun, lose bis dicht gruppiert, kompakt und unbedeckt. Die gelblichen bis hell goldbraunen Teliosporen sind einzellig, in der Regel eiförmig bis eiförmig, warzig und meist 23–30 × 12–17 µm groß. Ihre Stiele sind bräunlich und bis zu 55 µm lang.

## Verbreitung
Das bekannte Verbreitungsgebiet von Uromyces rudbeckiae umfasst Japan, China, Taiwan, Korea und die USA.

## Ökologie
Die Wirtspflanze von Uromyces rudbeckiae ist in den USA der Schlitzblättriger Sonnenhut sowie weitere Arten der Rudbeckien. In seinem asiatischen Verbreitungsgebiet wächst der Pilz auf Goldruten. Der Pilz ernährt sich von den im Speichergewebe der Pflanzen vorhandenen Nährstoffen, seine Sporenlager brechen später durch die Blattoberfläche und setzen Sporen frei. Die Art durchläuft einen wahrscheinlich mikrozyklischen Entwicklungszyklus, von dem bisher nur die Telien sowie deren Wirt bekannt sind. Ob sie einen Wirtswechsel vollzieht, lässt sich daher nicht sagen.